# Paco González (motociclismo)
Francisco González Sanchis, conocido como Paco González (Benifayó, 3 de abril de 1913 - íd., 5 de febrero de 2007) fue diez veces campeón de España de motociclismo. Es el cuarto piloto español por número de títulos nacionales conquistados, solo le superan: Ángel Nieto (23 títulos), Jorge Martínez Aspar (12) y Benjamín Grau (11).
El motorista valenciano Paco González empezó a correr de forma regular a los 36 años, en 1949, logrando en algo más de una década siete títulos de España de 500cc., dos de 350 cc. y uno de 125 cc. Comenzó compitiendo con una Norton, más tarde también pilotó motos míticas, como las BSA, las AJS, las MV, las Montesa o las Bultaco.
Dentro del motociclismo valenciano, marcó el hito de ser el primer piloto que salió a correr en el extranjero, abriendo camino a grandes campeones. Junto con el piloto de Gibraltar John Grace formó la primera pareja de pilotos profesionales en España, que sería el origen del equipo Bultaco. Como anécdota cabe destacar que en los años 1950 en Valencia se le conoció como el piloto de la lotería, pues cada año, el 22 de diciembre, hacía la ruta Valencia-Madrid-Valencia para traer la lista oficial del sorteo de Navidad apenas se publicaba. Estableció entonces su plusmarca en 3 horas, 45 minutos.